# Elzenuitbreekkommetje
Het elzenuitbreekkommetje (Pyrenopeziza foliicola) is een schimmel uit de familie Ploettnerulaceae. Het leeft saprotroof op blad van els (Alnus).

## Verspreiding
In Nederland komt het elzenuitbreekkommetje uiterst zeldzaam voor.